# Telemedicína
Telemedicína je dálkový přenos lékařských informací (tlak, puls atd.) od pacienta k doktorovi, prostřednictvím telekomunikačních a informačních technologií: obousměrné video, e-maily, chytré telefony, bezdrátové nástroje a další.
Pomocí těchto technologií je zjišťován stav pacienta, vzdálené poskytování zdravotnických služeb a je poskytována konzultační činnost na dálku. Důsledkem toho je zlevňování léčby, větší transparentnost při rozdělování financí a v delším časovém horizontu i zlepšení kvality života. Telemedicína je součástí eHealth. První použití bylo představeno v 60. letech 20. století u pacientů s pokročilým srdečním selháním ve skandinávských zemích. V ČR existují daná pracoviště od roku 2003.

## Původ názvu
Název telemedicína pochází z řečtiny a latiny. Řeckou předponu slova telemedicína tele- lze přeložit jako „na dálku“ a latinský výraz „medeor“ znamená „léčím“. Toto slovo je na rozdíl od slova eHealth počeštěno a skloňuje se tak podle pravidel českého pravopisu. Podobně je toto slovo přizpůsobeno i v jiných jazycích na zemi.

## Historie

### USA
První lékařské telemetrické programy byly v polovině 60. let 20. století v programu NASA na pilotované vesmírné lodi za účelem monitorování tělesných funkcí astronautů. V roce 1964 vznikl první TV telemedicínský projekt pro poskytování zdravotní péče, TV (uzavřené) spojení mezi Psychiatrickým institutem v Nebrasce a Nortfok State Hospital. Toto spojení měřilo 112 mil (přibližně 180 kilometrů). 1967 TV spojení bylo nainstalováno mezi Všeobecnou nemocnicí Massachusetts a Loganským mezinárodním letištěm. 70. léta 20. století velké množství projektů telemedicíny. Satelitní projekty ATS-6, zdravotnictví v odloučených lokalitách aljašských a kanadských vesnicích. Bohužel však v této době byla drahá komunikační infrastruktura, absence komerčního lékařského, informačního a komunikačního vybavení. Velké nedostatky a výrazné omezení v interakci člověka a počítače. (Většina z projektů podporována americkou vládou.) To vše způsobilo vysoký poměr nákladu na užitek. Důsledkem toho bylo oslabení telemedicíny v USA v 70. letech 20. století. V 90. letech 20. století díky národní krizi ve zdravotnictví, politickým rozhodnutím, telekomunikační a výpočetní revoluci vznikla druhá vlna telemedicínské popularity. Důkazem jsou projekty z tohoto období: projekt telemedicíny WellCare: Massachusetts General Hospital (MGH), Boston, WellCare (Paris, France), mezinárodní telerentgenologický systém mezi Saúdskou Arábií a MGH (více než 6000 lékařských snímků a telekonzultace v případě přibližně 600 pacientů).

### Evropa
Počátky telemedicíny v Evropě datujeme na počátek 70. let 20. století. Ve Skotsku vznikl požadavek na poskytování zdravotní péče dělníkům na ropných plošinách, které byly umístěny v Severním moři a vědeckému personálu v Britském teritoriu na Antarktidě. V 70. a 80. letech 20. století byly zavedeny i vědecké národní telemedicínské programy v Itálii, Norsku a dalších zemích. V Norsku vznikl národní ceník telemedicínských úkonů už v roce 1996, a v Portugalsku byly platby za telemedicínské úkony uzákoněny v roce 1997.

### Česká republika
V Česku není k lednu 2024 telemedicína zakotvena v právním řádu. 
Telemedicíně se v ČR věnuje řada subjektů. Jedním z těch, kteří se v této oblasti již dlouho pohybují je Národní telemedicínské centrum Fakultní nemocnice v Olomouci (NTMC). NTMC vzniklo jako koordinační a vzdělávací centrum v rámci nového rychle se rozvíjejícího odvětví medicíny - eHealth, resp. telemedicíny.
V současné době existuje v České republice celá řada aktivit v oblasti eHealth, většina z nich se však zabývá pouze dílčími úkoly. Cílem NTMC je sjednocení těchto aktivit pod jednu organizační strukturu, hledání a zkoumání nových směrů a postupů v dané oblasti, ověřování a zavádění těchto novinek a principů do praxe a v neposlední řadě rozvoj a využití moderních metod v pregraduálním i postgraduálním vzdělávání. NTMC se v rámci ČR jako jediné centrum komplexně zaměřuje na realizaci klinicky výzkumných aktivit v oblasti telemedicíny.
V České republice přispěla významně k rozvoji telemedicíny až pandemie nemoci covid-19 v roce 2020, kdy kromě specializovaných pracovišť začali využívat telemedicínu lékaři plošně. V březnu 2020 byla spuštěna online služba pro přímé spojení pacientů a lékařů online video hovorem s názvem VideoDoktor.cz.
Videokonzultační platforma, která je řádně zabezpečená a má další doplňující funkce pro lepší péči o pacienta vznikla v NTMC.
Dalším řešením je česká platforma MEDDI s mezinárodním působením, která byla spuštěna po čtyřletém vývoji v říjnu 2020. Jedná se o platformu bezpečných aplikací pro spojení pacientů s lékaři (iOS, Android i desktop). Nejde jen o zabezpečené spojení s lékaři videohovorem, ale o celý systém komunikace, správu a sdílení zdravotnické dokumentace. Aplikace pro lékaře MEDDI MD je zcela zdarma a počet registrovaných lékařů je přes 3100 (únor 2021). Aplikace MEDDI app pro pacienty nabízí základní verzi zdarma, u placené verze je garantováno spojení s lékařem do dvou hodin 24/7.
Zabezpečení dat je pravidelně testováno etickými hackery a bylo konzultováno s Národním úřadem pro kybernetickou a informační bezpečnost.
Do telemedicínské platformy patří například tyto aplikace:
- pro všechny lékaře MEDDI MD
- pro ústavy sociální péče, domovy pro seniory a další instituce MEDDI CARE
- pro pacienty Fakultní nemocnice u sv. Anny v Brně MEDDI FNUSA
- pro pacienty Masarykova onkologického ústavu MOU MEDDI
- existuje i řada white label aplikací, tedy aplikací upravených na míru významným zaměstnavatelům.

Na platformě MEDDI probíhá výuka telemedicíny na Univerzitě Karlově i na Masarykově univerzitě.

## Mechanismy
- Programy odkazující nemocnice, odlehlé kliniky a komunitní zdravotní střediska ve venkovských nebo příměstských oblastech. Odkazy mohou používat vysokorychlostní propojení nebo internetové spojení mezi jednotlivými pracovišti. ATA (American Telemedicine Association) odhaduje počet telemedicínských sítí (v USA) zhruba na 200, které poskytují propojení pro více než 3000 míst.
- Point-to-Point Protocol(PPP) propojení pomocí soukromé vysokorychlostní sítě se používají v nemocnicích a na klinikách, které poskytují služby přímo nebo zadávají speciální služby pro nezávislé poskytovatele zdravotní služby. Tyto externě zajišťované služby zahrnují radiologii, hodnocení mrtvice, duševní zdraví a služby náročné na péči.
- Propojení s monitorovacím centrem je používáno pro srdeční, plicní a fetální monitorování, domácí péči a související služby. Ty poskytují pacientům péči v domácnosti. Často jsou pro tuto potřebu používané pevné linky nebo bezdrátové připojení služby ke komunikaci mezi monitorovacím centrem a pacientem (v některých variantách se používá i internet).
- Webové služby na základě eHealth, poskytují přímý dosah k pacientovi a služby přes internet. V rámci telemedicíny sem patří stránky, které poskytují přímou péči o pacienty. [1]

## Telemedicínské služby
- Telekonzultace: přístup k expertize či poznatkům specialistů na dálku (telerentgenologie)
- Telediagnostika: určení diagnózy u pacientů pomocí vzdáleného lékaře prostřednictvím telekomunikačních a informačních technologií (telekardiologie)
- Telemonitorování: dálkový monitoring pacientů, kteří se nenacházejí v prostředí nemocnice (monitorování plodu)
- Telepéče: využívání dat z telemonitorování při poskytování pomoci na dálku (diabetici)
- Televzdělávání: vzdělávání pacientů a lékařů na dálku
- Společná diagnóza: spolupráce zdravotních odborníků na dálku za účelem stanovení společné diagnózy (např. kardiologická angiografie)
- Lékařská porada na dálku: možnost účasti na poradě lékařů na dálku (např. rentgenolog)
- Teleprezentace: přítomnost na dálku
- Videokonzultace: spojení lékaře a pacienta, přes zabezpečenou digitální platformu, jako alternativu fyzické návštěvy, využíváno např. u vybraných skupin pacientů v psychiatrické praxi, v oblasti psychoterapie, ale také v klinické psychologii.[13]